# 绿苦竹
绿苦竹（学名：Pleioblastus incarnatus）为禾本科大明竹属下的一个种。